# Dijana Ravnikar
Dijana Ravnikar (dekliški priimek Grudiček), slovenska biatlonka, * 4. junij 1978, Reka, Hrvaška.
Grudičkova je za Slovenijo nastopila na Zimskih olimpijskih igrah 2002 v Salt Lake Cityju, Zimskih olimpijskih igrah 2006 v Torinu in na zadnje leta 2010 na Zimskih olimpijskih igrah v Vancuveru.
V Salt Lake Cityju je nastopila v teku na 15 km, kjer je osvojila 57. mesto ter v štafeti 4 x 7,5 km, kjer je slovenska ekipa osvojila 6. mesto.
V Torinu je nastopila v več disciplinah. V šprintu na 7,5 km je osvojila 55. mesto, v zasledovalnem teku na 10 km je odstopila, v teku na 15 km je osvojila 30. mesto, v štafeti 4 x 6 km pa je bila slovenska reprezentanca 6.
Tudi v Vancuvru je bila s štafeto  6.
Svojo športno pot je sklenila leta 2010 na Pokljuki, a se je čez dve leti vrnila in 16.1. 2013 ponovno nastopila na tekmi svetovnega pokala v italijanskem Antholznu se s tem uvrstila na svetovno prvenstvo iste sezone, ki je bilo v Novem Mestu na Moravem na Češkem. Takratni povratek je bil z namenom pomoči reprezentanci pri zbiranju potrebnih točk pokala narodov za nastop mešane štafete na ZOI leta 2014 v ruskem Sočiju.
danes je mati dveh otrok in zivi na Primorskem v Sloveniji.